# Lokris
Lokris (grekiska Λοκρις, latin Locris) var ett forngrekiskt landskap, bebott av lokrerna (lokroi), som räknades till den aioliska stammen. 
Lokris bestod av tre områden, skilda från varandra av det mellanliggande landskapet Fokis. Ett låg i väster vid Korintiska viken, och kallades de ozoliska eller de västliga lokrernas land, medan två låg i öster vid Eubeiska viken, och kallades de epiknemidiska och opuntiska lokrernas land, ibland även sammanfattade under den gemensamma benämningen östliga lokrer. En fjärde avdelning av det lokriska folket, till skillnad från de föregående betecknad såsom epizefyriska lokrer, bodde i Lokroi i södra Italien. De ozoliska lokrernas land var till större delen ett vilt bergland och lämpade sig huvudsakligen för boskapsskötsel. Inbyggarna gällde som råa och hade dåligt anseende bland sina grekiska landsmän. Huvudstaden var Naupaktos, även kallat Lepanto. Däremot utmärktes de epiknemidiska och opuntiska lokrernas land genom bördighet, välstånd och en talrik befolkning. De båda senare utgjorde under äldre tider en enda stat eller ett statsförbund, med staden Opus som huvudort. I Greklands historia har inget av de lokriska folken spelat någon betydande roll.